# Michel Fernando Costa
Michel Fernando Costa (11. března 1981, Piracicava – 8. října 2017) byl brazilský fotbalový záložník.
S fotbalem začal v 11 letech. Je hráčem HFK Olomouc, kam přišel v létě 2008. Svůj první gól v české nejvyšší soutěži vstřelil v dresu Slavie do branky Brna. Na začátku sezony 2007/2008 odešel na půlroční hostování do Sokolova, kde se stal nejlepším podzimním střelcem týmu a v zimě se vrátil zpět do Slavie. Tam ale už o něj nebyl zájem a odešel do Příbrami. V létě 2009 odešel do týmu HFK Olomouc, který hraje MSFL.
Jeho fotbalový vzor je Marcelinho Carioca a Zinedine Zidane.
V říjnu 2017 podlehl vážné chorobě, při níž podstoupil i transplantaci kostní dřeně.